# Portland-Rose
Die Herkunft der Portland-Rosen, auch Rosa × portlandia, war lange Zeit unklar. Heute hat man durch DNS-Analysen geklärt, dass sie aus einer Kreuzung zwischen einer Gallicarose und der Herbst-Damaszenerrose entstanden ist.  Neu war bei der Einführung der Portland-Rosen ihre Eigenschaft, bis in den Herbst laufend nachzublühen.

## Geschichte
Die erste Portland-Rose war 'Duchess of Portland', gewidmet Margaret Cavendish Bentinck, die sie angeblich bei einer Italien-Reise in Paestum entdeckt und nach England gebracht haben soll.
Im 19. Jahrhundert waren die Portland-Rosen sehr beliebt, bis sie von den Bourbon-Rosen und Remontant-Rosen abgelöst wurden. 1884 wurden in Kew Gardens 84 Sorten kultiviert. Heute sind noch etwa ein Dutzend Sorten erhalten. Sammler alter Rosen schätzen die Eigenschaften der Portland-Rosen noch heute: kompakter Wuchs bis etwa 1 m Höhe, sehr frosthart, wunderbarer Duft, andauernde Blüte bis in den Herbst in rosa und roten Farbtönen, auch als Stämmchen für kleine Gärten geeignet. Die Blüten sitzen immer etwas versteckt zu mehreren, auf festen, kurzen Stielen dicht über dem letzten Laubblatt. Sie sind wenig krankheitsanfällig. Portlandrosen eignen sich gut für moderne Gärten und werden für Anfänger empfohlen.

## Beliebte Sorten (Auswahl)

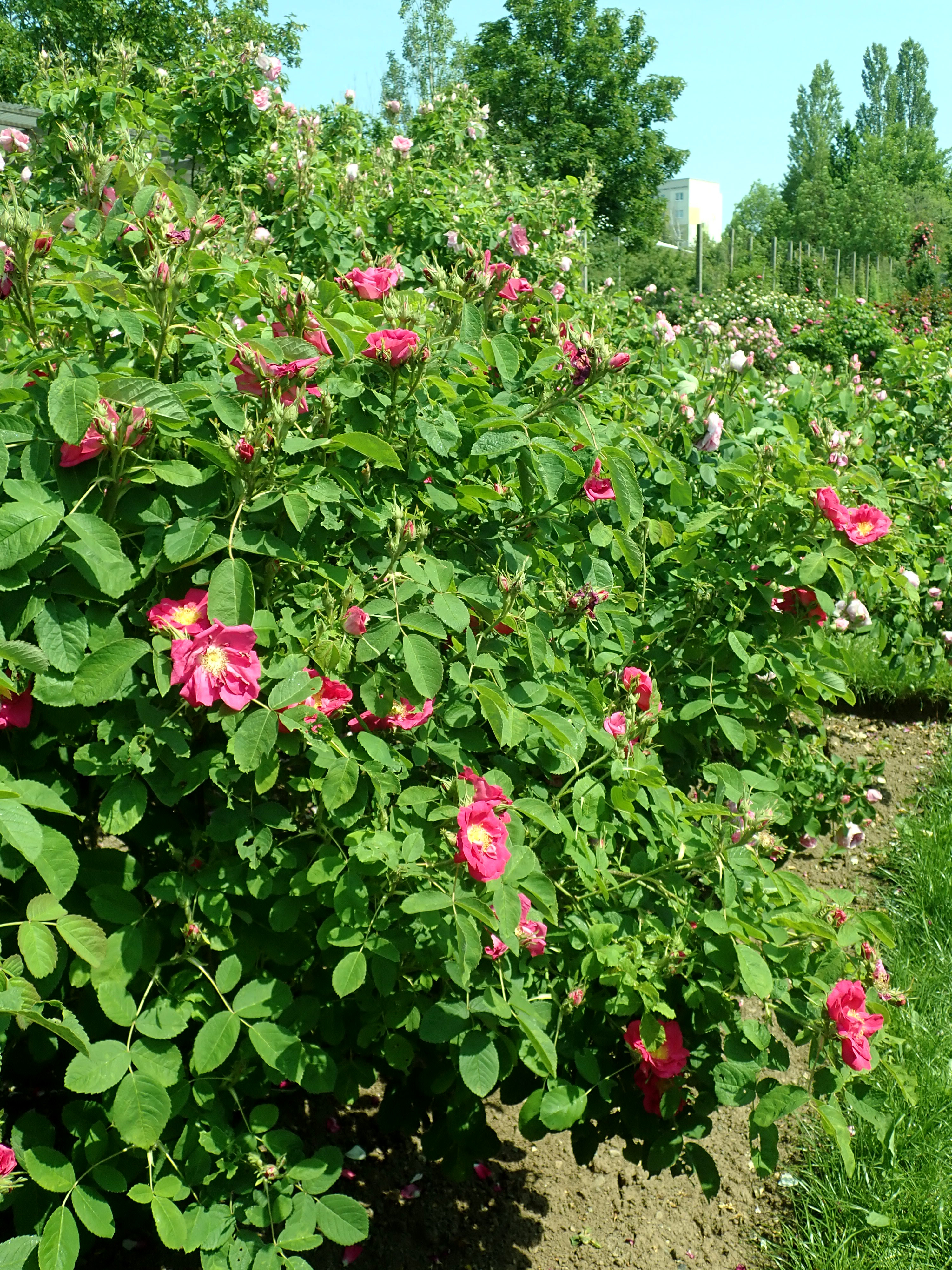
'Duchess of Portland'

- 'Arthur de Sansal', 1858, karminrot, stark duftend
- 'Comte de Chambord', 1860 rosa, sehr stark duftend
- 'Jacques Cartier', 1868, rosa, sehr stark duftend
- 'Mme. Boll', 1850, rosa, stark duftend
- 'Mme Knorr', 1855, rosa, stark duftend
- 'Portlandrose', synonym 'Duchess of Portland' oder 'Paestana', um 1775 ?, rosarot, duftend, gelbe Staubgefäße (Abb. oben)
- 'Rose du Roi', 1816, karminrot, stark duftend
- 'Rose de Resht', vor 1880, purpurfarben; wird oft auch zu den 'Damaszener-Rosen' gezählt
- 'Victor Parmentier', 1847, rosa

## Bilder

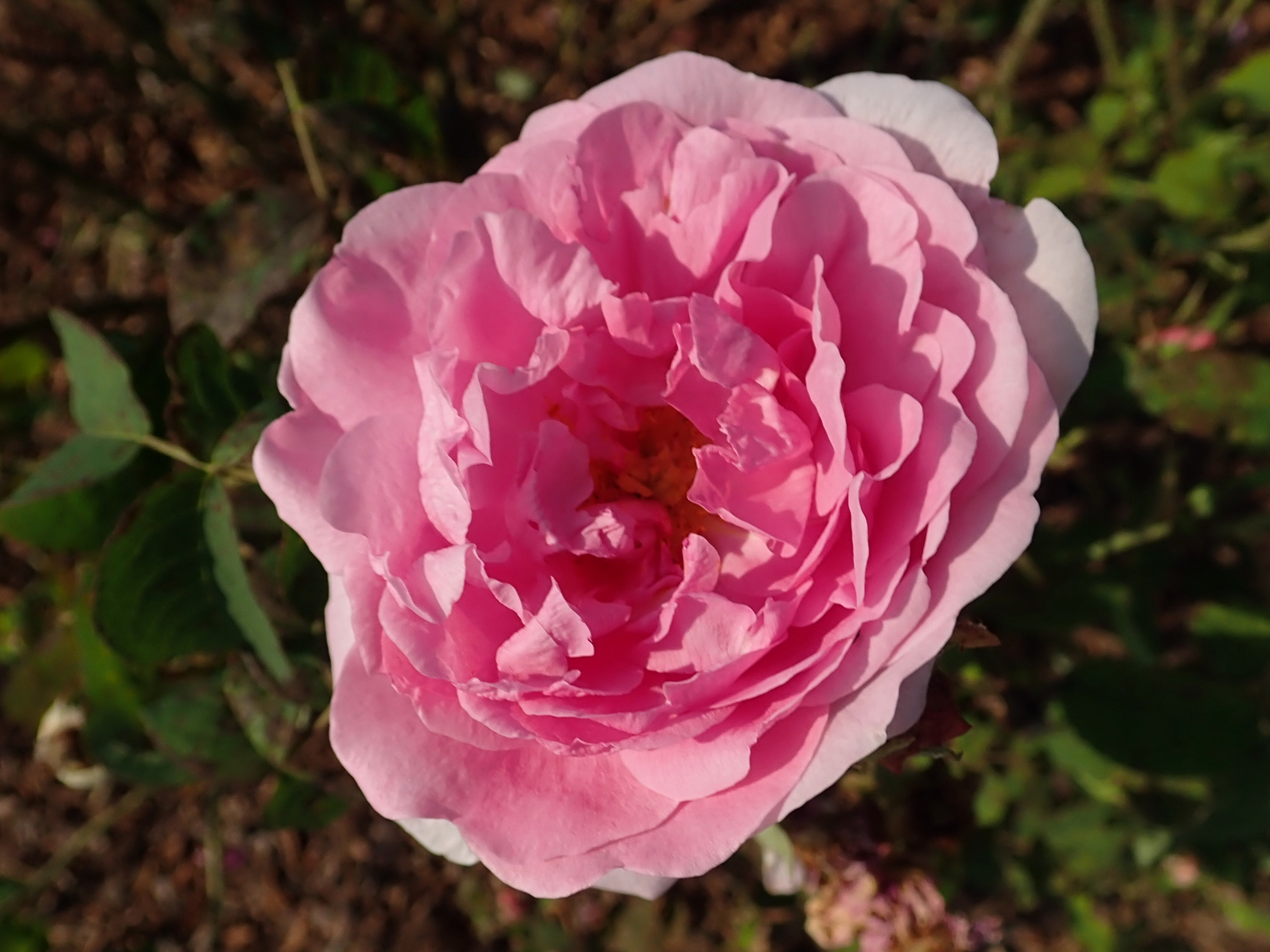
'Comte de Chambord'
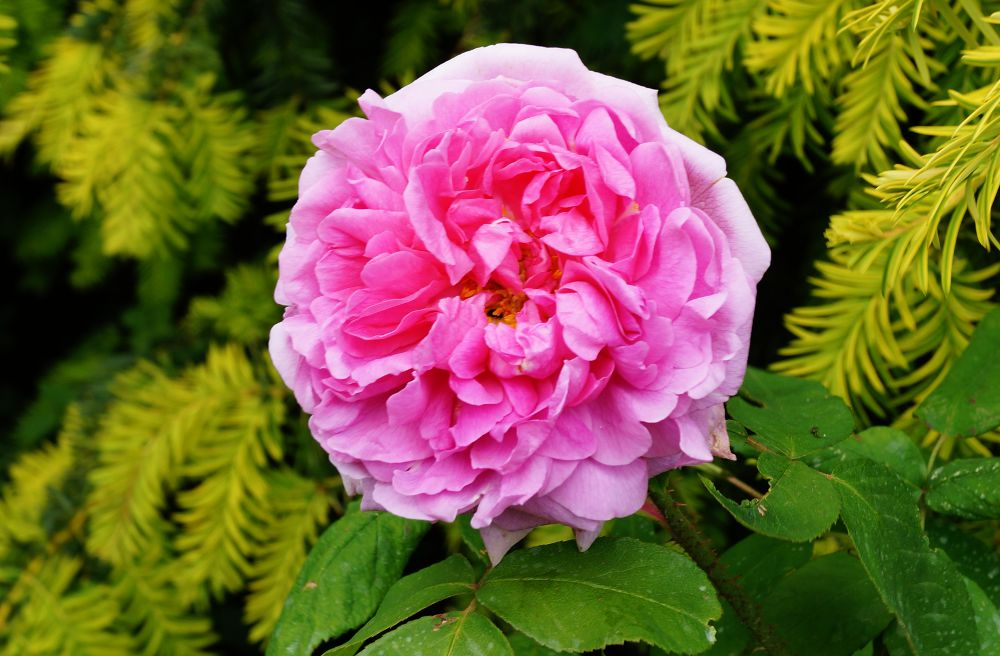
'Mme. Boll'
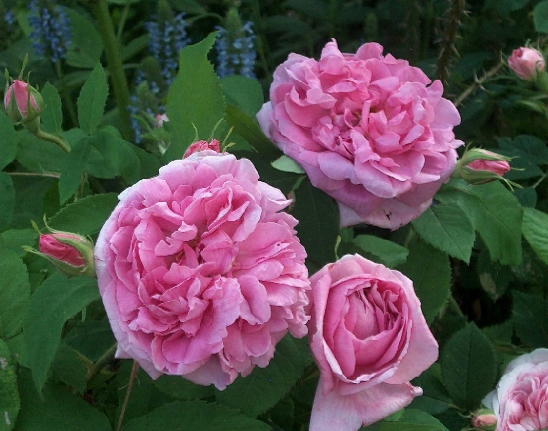
'Mme Knorr'
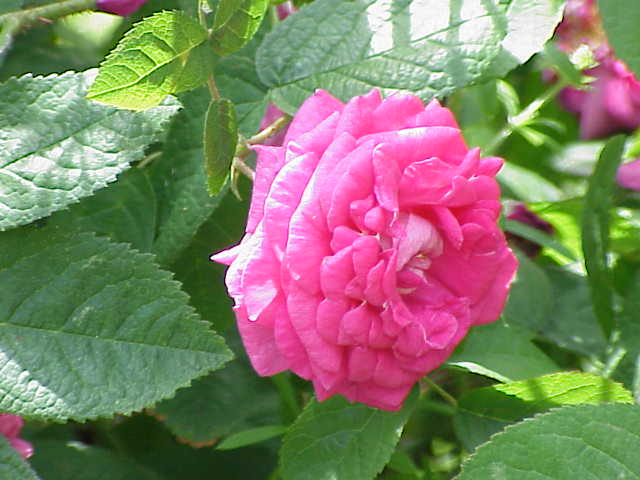
'Rose du Roi'
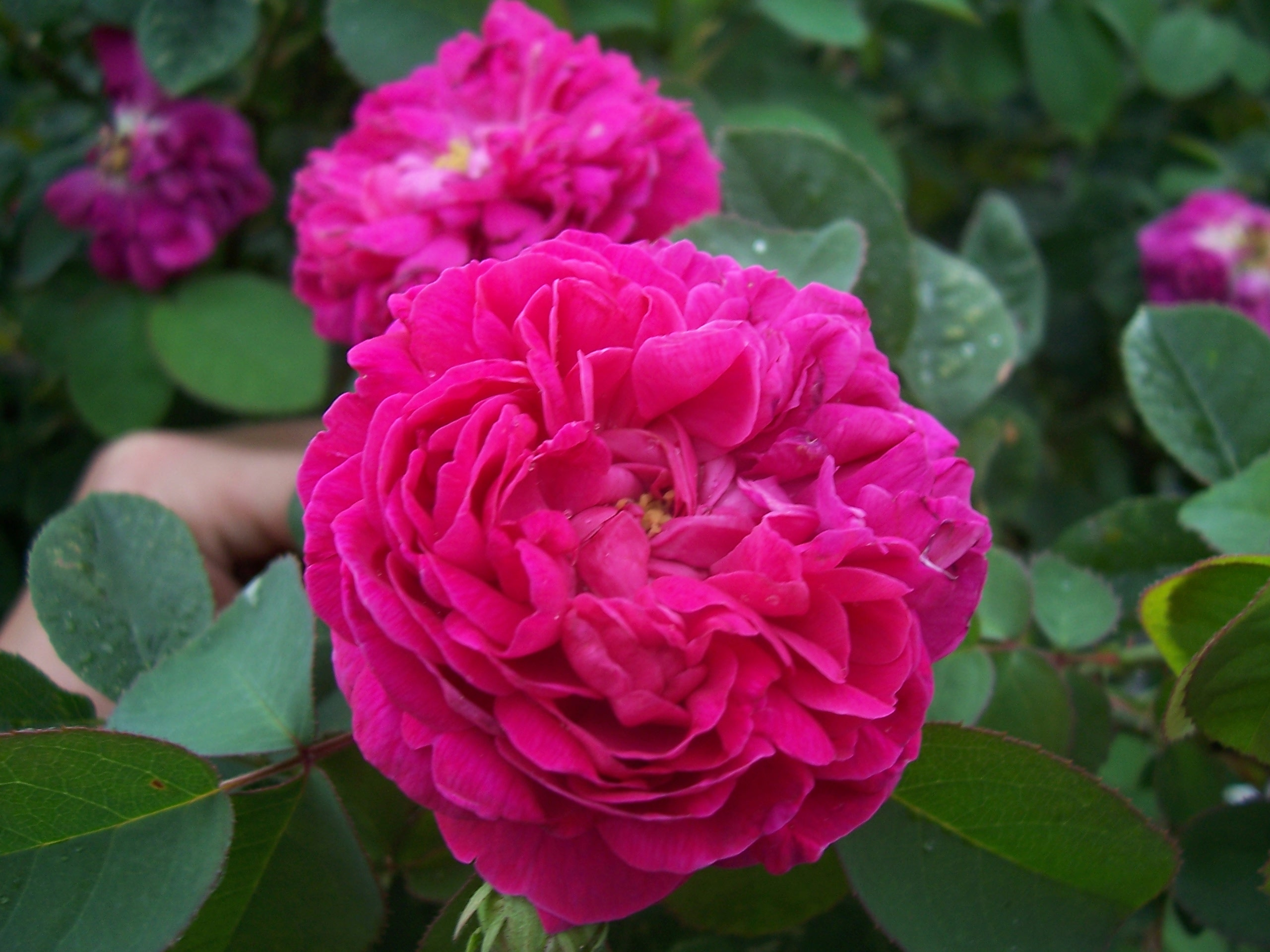
'Rose de Resht'
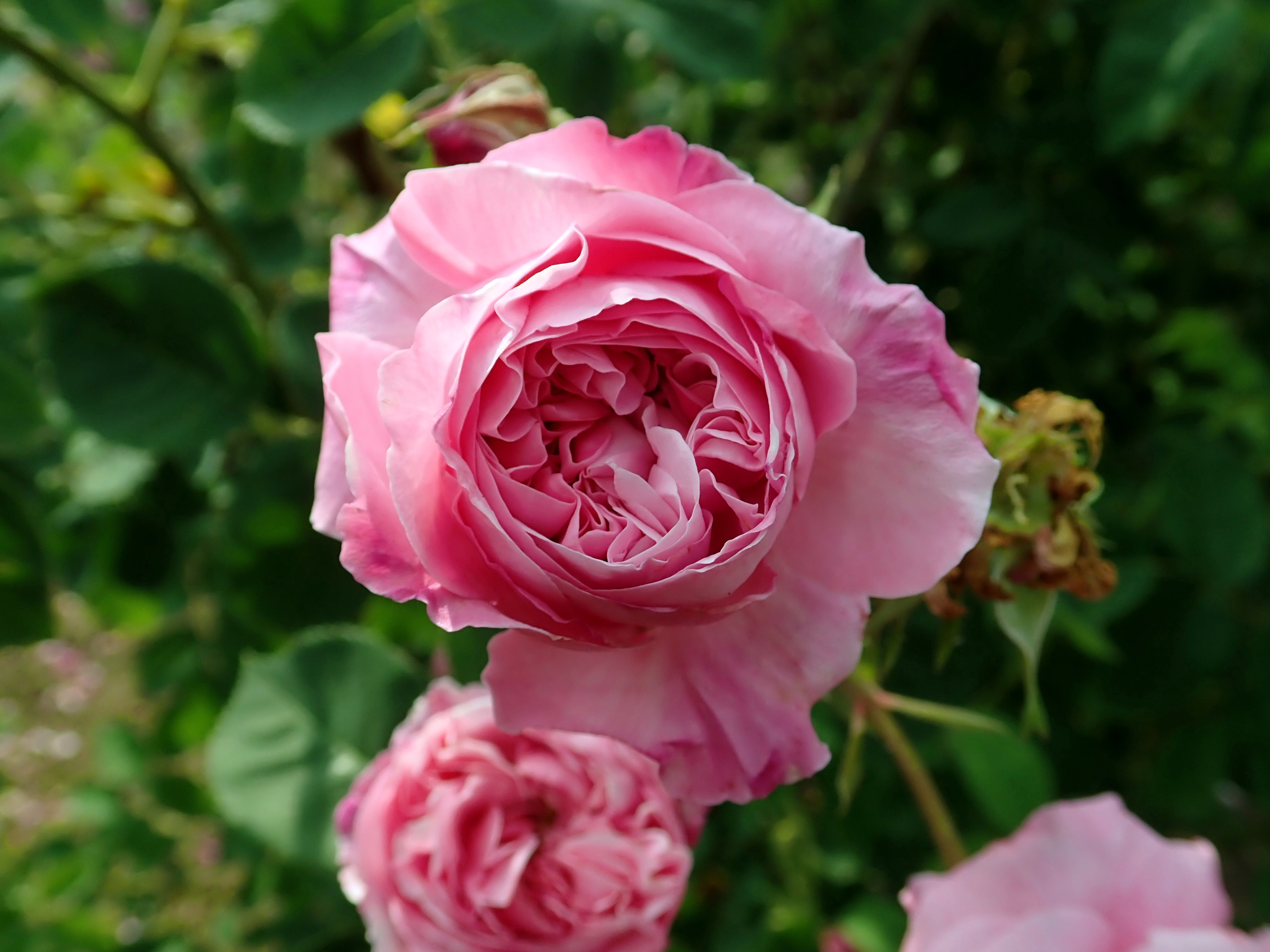
'Victor Parmentier'
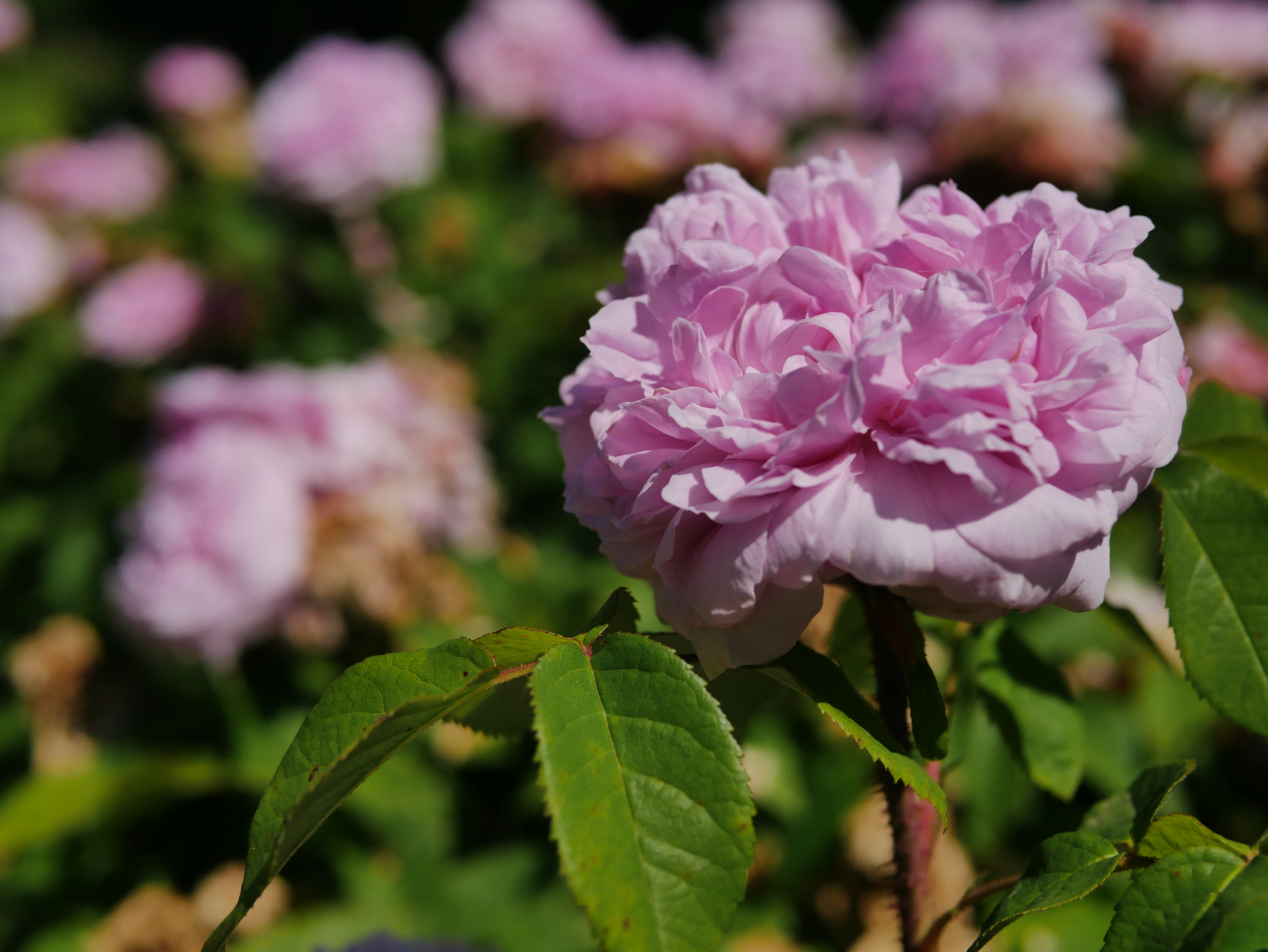
'Jaques Cartier'